# Méaulte
Méaulte est une commune française située dans le département de la Somme en région Hauts-de-France.
Elle fut jusque dans l'après-guerre un haut lieu de l'industrie aéronautique française.

## Géographie

### Localisation

#### Communes limitrophes
|                 | Albert      | Bécordel-Bécourt           |
| Dernancourt     | Méaulte     | Fricourt                   |
| Ville-sur-Ancre | Morlancourt | Bray-sur-Somme et Etinehem |

Méaulte est voisine de son chef-lieu de canton Albert.

### Nature du sol et du sous-sol
Le sol de la commune est le plus souvent argileux sur les plateaux et les bas-fonds. Le sous-sol est calcaire qui affleure sur les crêtes et sablonneux dans un vallon appelé la Sablonnière formé par des alluvions. Au lieu-dit le Bois Viot on rencontre de la terre glaise.

### Relief, paysage, végétation
Le relief de la commune est celui d'un plateau au sud et d'un vallon au centre duquel est situé le village de Méaulte.

### Hydrographie

#### Réseau hydrographique
La commune est située dans le bassin Artois-Picardie. Elle est drainée par l'Ancre et le Fossé.
L'Ancre, d'une longueur de 37 km, prend sa source dans la commune de Miraumont et se jette  dans la Somme canalisée à Aubigny, après avoir traversé 21 communes.

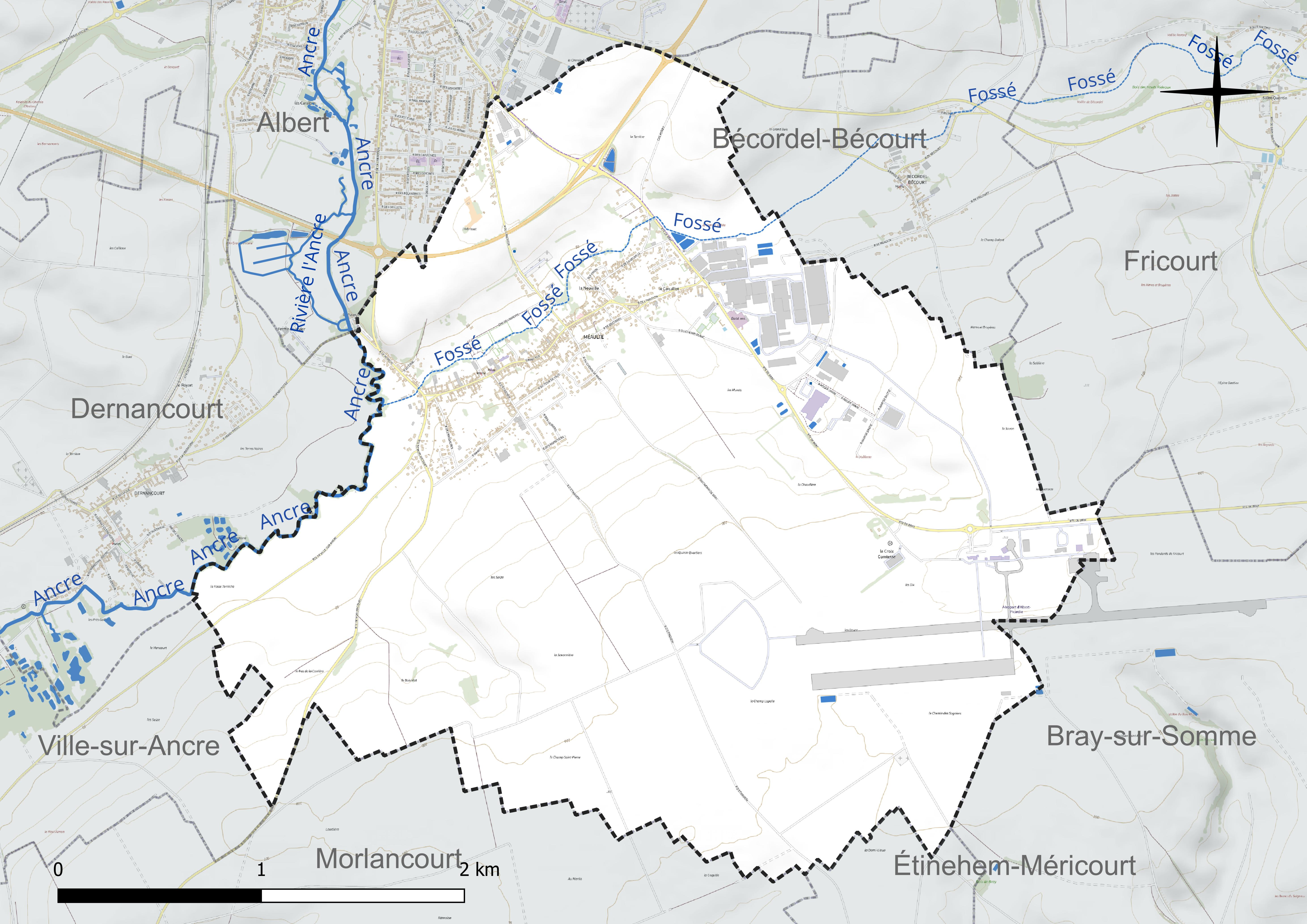
Réseau hydrographique de Méaulte.

#### Gestion et qualité des eaux
Le territoire communal est couvert par le schéma d'aménagement et de gestion des eaux (SAGE) « Somme aval et Cours d'eau côtiers ». Ce document de planification concerne un territoire de 1 835 km2 de superficie, délimité par le bassin versant de la Somme canalisée. Le périmètre a été arrêté le 29 avril 2010 et le SAGE proprement dit a été approuvé le 6 août 2019. La structure porteuse de l'élaboration et de la mise en œuvre est le syndicat mixte d'aménagement hydraulique du bassin versant de la Somme (AMEVA).
La qualité des cours d'eau peut être consultée sur un site dédié géré par les agences de l'eau et l'Agence française pour la biodiversité.

### Climat
Pour des articles plus généraux, voir Climat des Hauts-de-France et Climat de la Somme.
En 2010, le climat de la commune est de type climat océanique dégradé des plaines du Centre et du Nord, selon une étude du CNRS s'appuyant sur une série de données couvrant la période 1971-2000. En 2020, Météo-France publie une typologie des climats de la France métropolitaine dans laquelle la commune est exposée à un climat océanique et est dans la région climatique Nord-est du bassin Parisien, caractérisée par un ensoleillement médiocre, une pluviométrie moyenne régulièrement répartie au cours de l'année et un hiver froid (3 °C).
Pour la période 1971-2000, la température annuelle moyenne est de 10,5 °C, avec une amplitude thermique annuelle de 14,2 °C. Le cumul annuel moyen de précipitations est de 709 mm, avec 11,8 jours de précipitations en janvier et 8,7 jours en juillet. Pour la période 1991-2020, la température moyenne annuelle observée sur la station météorologique installée sur la commune est de 10,7 °C et le cumul annuel moyen de précipitations est de 730,3 mm,. Pour l'avenir, les paramètres climatiques de la commune estimés pour 2050 selon différents scénarios d'émission de gaz à effet de serre sont consultables sur un site dédié publié par Météo-France en novembre 2022.
| Mois                                  | jan.           | fév.           | mars          | avril         | mai             | juin           | jui.           | août           | sep.         | oct.          | nov.            | déc.           | année      |
| ------------------------------------- | -------------- | -------------- | ------------- | ------------- | --------------- | -------------- | -------------- | -------------- | ------------ | ------------- | --------------- | -------------- | ---------- |
| Température minimale moyenne (°C)     | 1,1            | 1,2            | 3,3           | 5,1           | 8,2             | 11             | 12,9           | 13             | 10,5         | 7,6           | 4,3             | 1,8            | 6,7        |
| Température moyenne (°C)              | 3,6            | 4,2            | 7,2           | 9,9           | 13,2            | 16,1           | 18,3           | 18,5           | 15,2         | 11,2          | 7               | 4,1            | 10,7       |
| Température maximale moyenne (°C)     | 6              | 7,1            | 11,1          | 14,7          | 18,2            | 21,2           | 23,6           | 23,9           | 20           | 14,9          | 9,7             | 6,4            | 14,7       |
| Record de froid (°C) date du record   | −13,7 17.01.13 | −13 07.02.1991 | −9,1 13.03.13 | −4,7 07.04.21 | −1,6 07.05.1997 | 1,4 05.06.1991 | 4,8 04.07.1990 | 5,7 24.08.1993 | 2,1 30.09.18 | −4,3 29.10.03 | −8,5 24.11.1998 | −13,6 18.12.10 | −13,7 2013 |
| Record de chaleur (°C) date du record | 14,8 09.01.15  | 18,5 26.02.19  | 23,1 31.03.21 | 26,6 29.04.10 | 30,3 27.05.05   | 34,1 18.06.22  | 40,8 25.07.19  | 38,2 06.08.03  | 34 15.09.20  | 28 01.10.11   | 19,8 06.11.18   | 15,8 30.12.22  | 40,8 2019  |
| Précipitations (mm)                   | 61,2           | 49,9           | 53,5          | 43,3          | 58,7            | 56,7           | 60,7           | 64,7           | 55,9         | 69,6          | 72,1            | 84             | 730,3      |

## Urbanisme

### Typologie
Au 1er janvier 2024, Méaulte est catégorisée ceinture urbaine, selon la nouvelle grille communale de densité à sept niveaux définie par l'Insee en 2022.
Elle est située hors unité urbaine. Par ailleurs la commune fait partie de l'aire d'attraction de Méaulte, dont elle est la commune-centre,. Cette aire, qui regroupe 9 communes, est catégorisée dans les aires de moins de 50 000 habitants,.

### Occupation des sols
L'occupation des sols de la commune, telle qu'elle ressort de la base de données européenne d'occupation biophysique des sols Corine Land Cover (CLC), est marquée par l'importance des territoires agricoles (76,7 % en 2018), en diminution par rapport à 1990 (90,3 %). La répartition détaillée en 2018 est la suivante : 
terres arables (76,5 %), zones industrielles ou commerciales et réseaux de communication (15,2 %), zones urbanisées (8,2 %), prairies (0,2 %). L'évolution de l'occupation des sols de la commune et de ses infrastructures peut être observée sur les différentes représentations cartographiques du territoire : la carte de Cassini (XVIIIe siècle), la carte d'état-major (1820-1866) et les cartes ou photos aériennes de l'IGN pour la période actuelle (1950 à aujourd'hui).

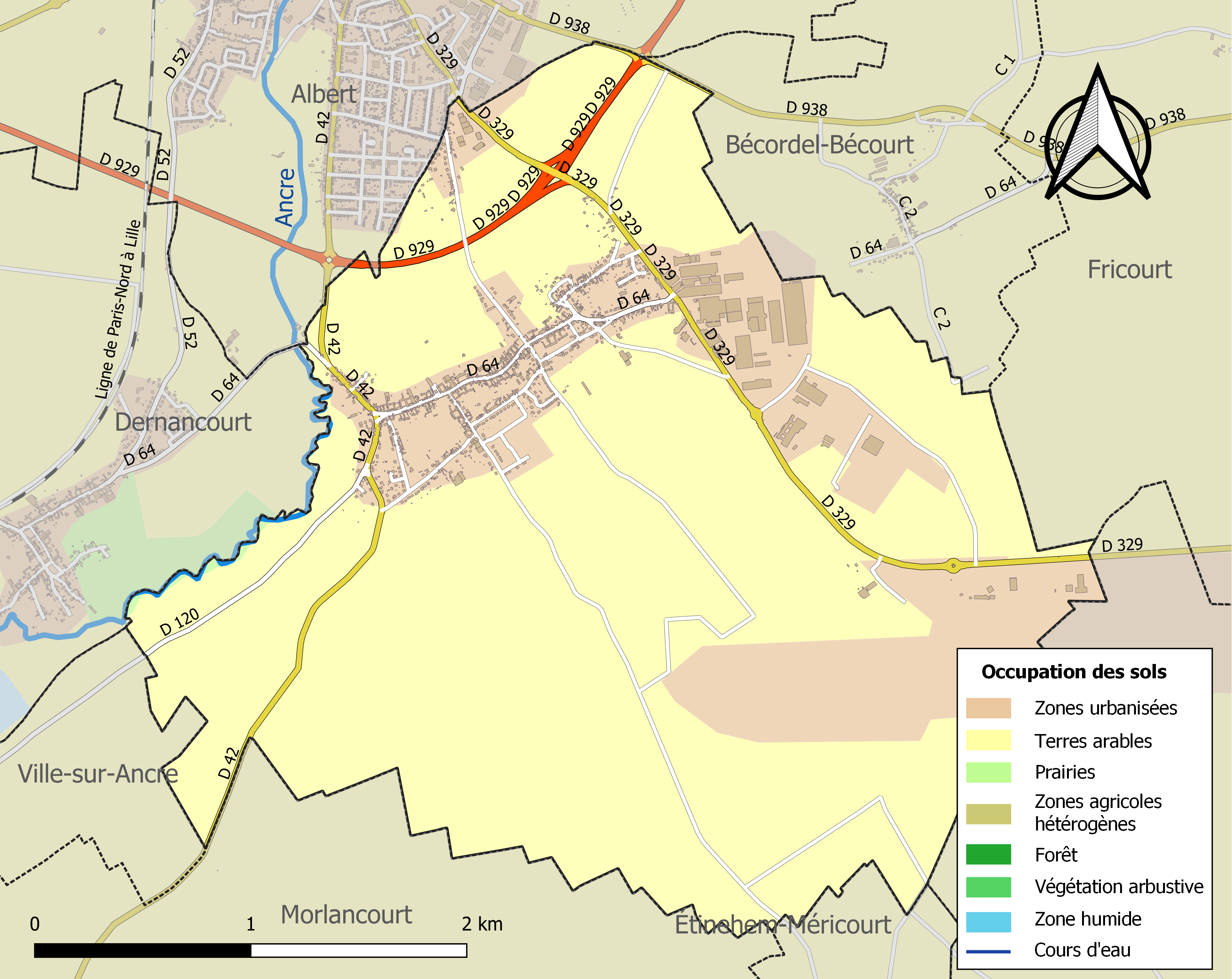
Carte des infrastructures et de l'occupation des sols de la commune en 2018 (CLC).

### Habitat
La commune de Méaulte fait partie de l'agglomération d'Albert.
Le village de Méaulte a été totalement détruit pendant la Grande Guerre. Il a été reconstruit dans l'entre-deux-guerres. Des lotissements construits dans des années 1960 aux années 1980 ont étoffé le tissu urbain.

### Voies de communication et transports
En 2019, la localité est desservie par les autocars du réseau inter-urbain Trans'80, chaque jour de la semaine, sauf le dimanche et les jours fériés (ligne no 38  (Albert - Bray-sur-Somme - Péronne).

## Toponymie

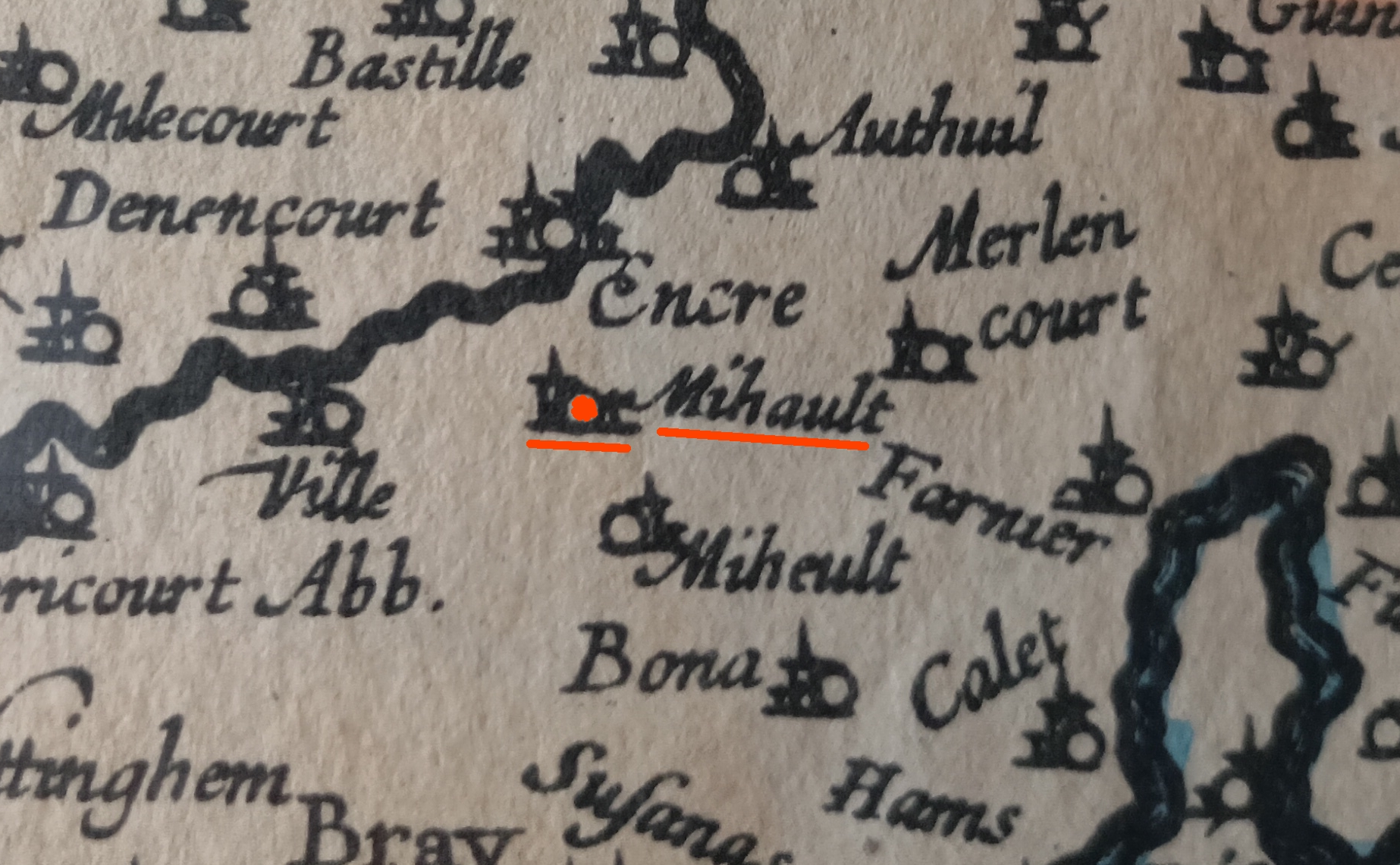
Sur une carte de la Picardie de 1620, Méaulte se nommait Mihault.

On trouve plusieurs formes pour désigner Méaulte dans les textes anciens : Méalthe (1201), Miaula (1214), Miaute (1289), Mehaulte, Méaute et Melte.
La tradition locale dit que le nom de Méaulte signifierait : « placé au milieu de l'eau », à cause des eaux de l'Arrouaise qui se déversaient dans l'Ancre par des fossés qui longeaient le village au nord-ouest. On rencontre dans la langue romane le mot melte qui désignait un territoire sur lequel s'étendait la juridiction d'un officier de justice.

## Histoire
C'est en prévision de la construction de la plate-forme aéro-industrielle de Haute-Picardie qu'ont pu être menées de larges investigations archéologiques par l'INRAP permettant d'appréhender l'évolution de l'occupation de ce territoire depuis le néolithique jusqu'à la période médiévale.

### Préhistoire
Le site de Méaulte a été occupé dès la préhistoire :
Les fouilles archéologiques ont permis de mettra au jour les deux premières maisons du Néolithique final (vers 2500-2200 av. J.-C.) découvertes dans la Somme. Les archéologues ont pu reconstituer le plan de deux constructions en torchis. L'une mesurant environ 20 m de long sur 6 m de large était prolongée par un appentis. Le mobilier retrouvé se compose d'outils en silex taillé, de vases en céramique, de fusaïoles et pesons qui révèlent des activités de filage et de tissage.

### Protohistoire
On a retrouvé des vestiges de deux enceintes de l'âge du bronze. En 2003, lors de fouilles archéologiques effectuées pour les travaux de construction d'une piste d'aviation on a découvert des vestiges datant de l'âge du fer.
Une nécropole de la fin de l'âge du bronze a été mise au jour. À la fin de l'âge du bronze final (de 1200 à 800 av. J.-C.) de véritables cimetières contenant des tombes à incinération apparaissent. Les douze tombes individuelles de Méaulte (première nécropole découverte dans la Somme) sont de petites fosses où sont déposés les restes de crémation.

### Antiquité
Les fouilles ont mis au jour des vestiges de l'Antiquité :
- on a retrouvé les restes d'une villa gallo-romaine ou d'un fanum (temple)[19].

### Moyen Âge
Des fouilles archéologiques effectuées en 2005 ont mis au jour au lieu-dit « Les Quarante-Cinq » , des vestiges d'occupation humaine datant des Xe – XIe siècles d'une superficie de 2,7 ha. Un enclos de 65 sur 60 m, percé d'une porte de 5 m de côté, donnait accès à une enceinte oblongue percée de quatre entrées. Le tout était entouré par un fossé de 3,80 m de large et de 2,50 m de profondeur. À l'intérieur de cette enceinte ont été retrouvés les vestiges d'une vingtaine d'habitations reliées par un réseau de chemins, de cours et de palissades. Cette implantation humaine établie dans la plaine - ce qui est assez rare - était située à l'actuelle limite des finages des communes de Méaulte, Fricourt et Bray-sur-Somme. Lors de l'enquête de délimitation du comté d'Amiens en 1186, ce lieu ne fut pas mentionné, alors que les habitats de Bray et Fricourt le furent.
Au Moyen Âge, la terre de Méaulte était divisée en plusieurs fiefs :
- En 1214, Othon d'Encre possédait plusieurs terres à Méaulte
- En 1279, Hugues de Sapegnies était seigneur de Méaulte[15].
- En 1300, Jean, vidame d'Amiens, seigneur de Picquigny tenait de l'abbaye de Corbie les fiefs de Méaulte, Longueval...
- Le fief de Condeville relevait du château d'Encre.

### Époque moderne
Pendant les Temps modernes, aucun fait marquant n'est signalé dans le village.
- En 1736, le duc de Penthièvre était seigneur de Méaulte[15].

### Époque contemporaine
Plusieurs événements ont marqué l'histoire de Méaulte à l'Époque contemporaine :
Pendant la Révolution française, le curé de Méaulte, Delaporte prêta serment lors de la constitution civile du clergé. Il fut élu maire de la commune en 1792.
La commune de Méaulte fut durement touchée pendant la Première Guerre mondiale, et a  été décorée de la Croix de guerre 1914-1918, le 27 octobre 1920. Le village fut reconstruit dans l'entre-deux-guerres.

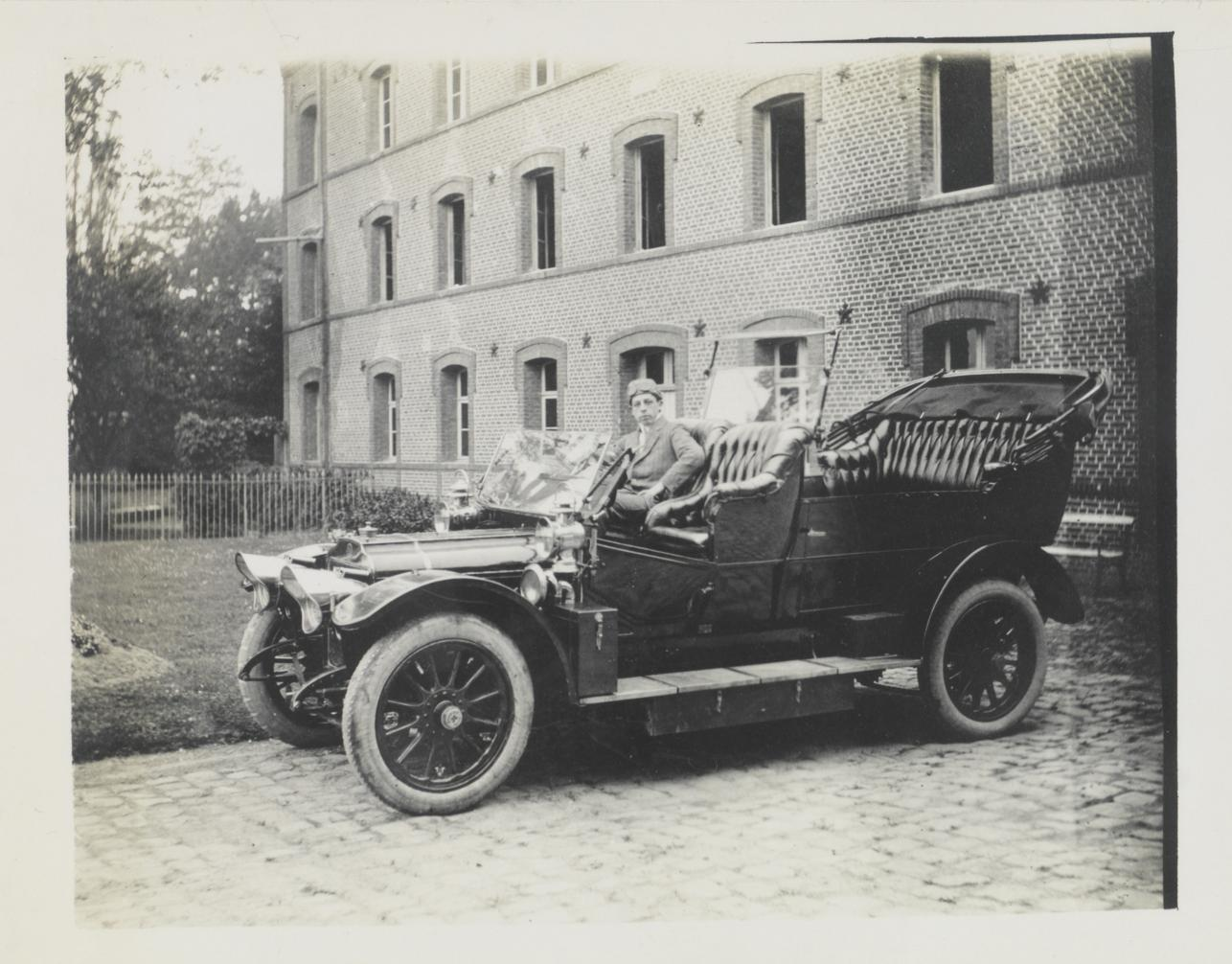
Voiture décapotable devant le château de Méaulte, Archives nationales de France.
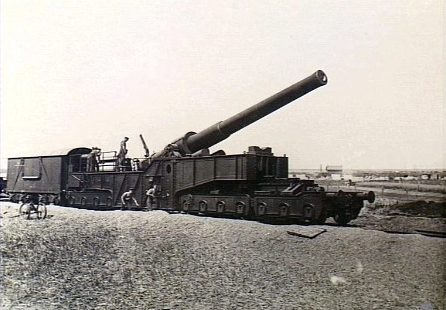
Entretien d'une pièce d'artillerie lourde sur voie ferrée de 305 mm Armstrong-Whitworth à Méaulte,  en 1916.

Méaulte est également bombardée dès le début de la Seconde Guerre mondiale, le 10 mai 1940, lors de la Bataille de France.
La commune de Méaulte est un des lieux de naissance de l'industrie aéronautique. Henry Potez, originaire de Méaulte y avait installé en 1924 une usine de construction des avions Potez. À l'époque c'est l'usine aéronautique la plus moderne au monde. L'usine avait ensuite été nationalisée comme industrie stratégique pendant le Front populaire et rattachée à la SNCAN (Société nationale de constructions aéronautiques du Nord), toujours dirigée par Potez. Après guerre, devenue Nord-Aviation, les usines de Méaulte produisent leurs derniers avions complets (Nord 3202 pour l'Alat) puis commencent à produire des éléments d'avions pour des programmes aéronautiques nationaux (voilure des Mirage III, éléments du Concorde). À la suite des fusions d'entreprises successives, l'usine aéronautique est déténue par Nord-Aviation puis Aérospatiale et enfin Aerolia (filiale d'Airbus). À partir de 2015, le site est intégré à l'entreprise Stelia Aerospace puis Airbus Atlantic.

## Politique et administration

### Rattachements administratifs et électoraux
La commune se trouve dans l'arrondissement de Péronne du département de la Somme. Pour l'élection des députés, elle fait partie depuis 1958 de la cinquième circonscription de la Somme.
Elle fait partie depuis 1793 du canton d'Albert. Dans le cadre du redécoupage cantonal de 2014 en France, ce canton, dont la commune est toujours membre, est modifié, passant de 26 à 67 communes.

### Intercommunalité
La commune fait partie de la communauté de communes du Pays du Coquelicot, créée fin 2001.

### Liste des maires
| Période                                  | Période                   | Identité             | Étiquette | Qualité |
| ---------------------------------------- | ------------------------- | -------------------- | --------- | --- |
| Les données manquantes sont à compléter. |                           |                      |           | |
| 1792                                     |                           | M. Delaporte         |           | Curé de la paroisse |
|                                          |                           | Charles Potez-Leduc  | Radical   | Minotier au moulin Vivier Conseiller général d'Albert (1895 → 1903)                                                          |
| 1929                                     | 1940                      | Henry Potez          | Radical   | Avionneur, fils de Charles Potez-Leduc Conseillet général d'Albert (1930 → 1945 et 1947 → 1959) Maire d'Albert (1947 → 1959) |
| Les données manquantes sont à compléter. |                           |                      |           | |
| 1983                                     | 1995                      | Jean Drodz           |           | |
| Les données manquantes sont à compléter. |                           |                      |           | |
| mars 2001                                | mars 2008                 | Philippe Wallon      |           | |
| mars 2008                                | mai 2020                  | Hugues Francomme     | DVG       | Retraité |
| mai 2020                                 | En cours (au 29 mai 2020) | Jean-Michel Fournier |           | Retraité administratif |

## Population et société

### Démographie
Les habitants de Méaulte s'appellent les Méaultois.
L'évolution du nombre d'habitants est connue à travers les recensements de la population effectués dans la commune depuis 1793. Pour les communes de moins de 10 000 habitants, une enquête de recensement portant sur toute la population est réalisée tous les cinq ans, les populations de référence des années intermédiaires étant quant à elles estimées par interpolation ou extrapolation. Pour la commune, le premier recensement exhaustif entrant dans le cadre du nouveau dispositif a été réalisé en 2005.

En 2022, la commune comptait 1 276 habitants, en évolution de +0,79 % par rapport à 2016 (Somme : −1,26 %, France hors Mayotte : +2,11 %).
| 1793 | 1800 | 1806 | 1821 | 1831 | 1836 | 1841 | 1846 | 1851 |
| ---- | ---- | ---- | ---- | ---- | ---- | ---- | ---- | ---- |
| 696  | 755  | 796  | 833  | 970  | 940  | 940  | 952  | 892  |

| 1856 | 1861 | 1866 | 1872 | 1876 | 1881 | 1886 | 1891 | 1896 |
| ---- | ---- | ---- | ---- | ---- | ---- | ---- | ---- | ---- |
| 930  | 926  | 955  | 964  | 937  | 862  | 802  | 822  | 817  |

| 1901 | 1906 | 1911 | 1921 | 1926 | 1931 | 1936  | 1946 | 1954  |
| ---- | ---- | ---- | ---- | ---- | ---- | ----- | ---- | ----- |
| 816  | 784  | 736  | 425  | 603  | 857  | 1 069 | 881  | 1 058 |

| 1962  | 1968  | 1975  | 1982  | 1990  | 1999  | 2005  | 2006  | 2010  |
| ----- | ----- | ----- | ----- | ----- | ----- | ----- | ----- | ----- |
| 1 016 | 1 048 | 1 022 | 1 074 | 1 259 | 1 254 | 1 309 | 1 309 | 1 318 |

| 2015  | 2020  | 2022  | - | - | - | - | - | - |
| ----- | ----- | ----- | - | - | - | - | - | - |
| 1 278 | 1 262 | 1 276 | - | - | - | - | - | - |

### Manifestations culturelles et festivités
- L'Association aéronautique histoire de Méaulte fondée en 1988 s'est donné pour mission la gestion du patrimoine historique de l'usine aéronautique de Méaulte. En outre, elle organise des conférences et des expositions, effectue des recherches historiques, collecte des témoignages d'acteurs de l'épopée aéronautique. Les membres de la direction de l'usine Aérolia et du comité d'entreprise assurent la direction de l'association.

## Économie

### Activités économiques et de services
- L'activité économique de Méaulte est presque tout entière tournée vers l'aéronautique. L'entreprise AIRBUS Atlantic, issue de la fusion entre Sogerma et Aerolia, filiale d'Airbus Industrie, est l'un des principaux employeurs du département de la Somme[réf. nécessaire].
- L'aéroport Albert-Picardie est situé sur la commune de Méaulte ainsi que sur la zone d'activités voisine.
- Les services offerts dans la commune se limitent au commerce de proximité, à la poste et aux écoles maternelle et primaire.

L'usine aéronautique de Méaulte qui fait partie de AIRBUS Atlantic est le véritable poumon économique et industriel de la région. STELIA Aerospace propose des solutions globales pour les constructeurs aéronautiques et les compagnies aériennes et a été créée le 1er janvier 2015 à partir de la fusion entre Aerolia et Sogerma.
STELIA Aerospace assure la conception et la fabrication d'aérostructures, de sièges pilotes et de fauteuils passagers des classes Premium. Son chiffre d'affaires de 2.1 milliards d'euros en 2016, positionne l'entreprise comme l'un des principaux leaders sur ses pôles d'activité.
STELIA Aerospace est une filiale à 100 % d'Airbus Group qui a pour clients les constructeurs aéronautiques dont Airbus, Boeing, Bombardier, Embraer, AgustaWestland ou encore Dassault, Singapore Airlines, Etihad et Thai Airways.

## Culture locale et patrimoine

### Lieux et monuments
- Point de vue de la Croix Comtesse.
- L'église Saint-Léger[36], reconstruite après les destructions de la Première Guerre mondiale[37].

- Domaine du Vivier, ancienne propriété de l'avionneur Henry Potez, édifiiée de 1927 à 1937 (en partie sur commune d'Albert) est l'œuvre de l'architecte Raoul Minjoz, du maître verrier Georges Tembouret, des décorateurs J. Beluze et R. Facq et du menuisier Julien Debras  Inscrit MH (1990)[38],[39]. 
Propriété privée non ouverte à la visite.
- Monument aux morts.
- Cimetières militaires britanniques :
- Briqueterie Coisne, lieu-dit la Croix-Comtesse, construite en 1924 et disposant d'un four Hoffman. En 1962, elle employait plus de 10 salariés. C'est désormais un magasin de commerce[40].
- Usine de construction aéronautique Potez, puis Sté nationale de construction d'avions du Nord, puis Nord Aviation, puis Aérospatiale, fondée au lendemain de la Première Guerre mondiale par Henry Potez et continuellement étendue et modernisée au cours du XXe siècle. Elle employait  en 1962 plus de 1000 salariés; et, en 1983,1290 salariés[41].

### Personnalités liées à la commune
- Henry Potez (1891-1981), avionneur, maire de Méaulte, conseiller général du canton d'Albert.

## Pour approfondir